# 14674 INAOE
14674 INAOE eller 1999 UD5 är en asteroid i huvudbältet som upptäcktes den 29 oktober 1999 av Catalina Sky Survey projektet. Den är uppkallad efter National Institute of Astrophysics, Optics and Electronics (INAOE).